# 难夫难妻
《难夫难妻》又名《洞房花烛》，是1913年上映的中国故事片，也是中国第一部短故事片，由郑正秋编剧，张石川、郑正秋共同执导，丁梦鹤、王病僧、黄小雅、钱化佛等主演。影片讲述一对互不相识的男女在媒人的撮合下，经历一系列繁文缛节后，被送入洞房，开始了艰难的夫妻生活。尽管拍摄方式原始，演员缺乏训练，该片在中国电影史上有非常重要的地位。该影片目前已经散失。

## 剧情
该片故事发生在广东潮州地区，当地盛行封建买卖婚姻。剧中有两个大户人家，在媒人的撮合下，两家决定联姻。婚礼当晚，在经历一系列繁文缛节后，一对互不相识的男女被送入洞房，开始了艰难的夫妻生活。婚后半年，男方赌博输了一大笔钱，夫妻因此发生冲突，捣毁物件，并各伤头足。仆人告诉了两家家长，于是两家聚到一起，路上拉拉扯扯。两家人在新房围坐，夫妻彼此的厌恶也逐渐平息，于是相互赔礼。
《难夫难妻》的剧本是郑正秋根据他家乡的乡俗风情撰写而成，它已经有了专为拍摄而编写的电影剧本，尽管它还比较简略，是“幕表”式的。

## 制作
1909年，俄裔美国人本杰明·布拉斯基在上海创办了亚细亚影戏公司。该公司因经营不善，1912年由上海南洋人寿保险公司经理依什尔接办。依什尔接管该公司后，认为必须要与中国人合作才能赚钱，于是找到了就职于美化洋行广告部的张石川。张石川此前曾在新剧团体“立鸣社”担任经理，管理剧团事务，组织剧团演出，有丰富的戏剧经验。后来他结识了“新民”剧社的主办人郑正秋，两人将剧社合并为“民鸣社”。
1913年，张石川与郑正秋合作拍摄了《难夫难妻》。郑正秋担任编剧，两人联合担任导演。摄影场位于亚细亚公司的露天场地上，十分简陋，只是在空地上垫起一尺多高，铺上地板，用白布篷幔遮盖。剧中的演员全部是民鸣社的新剧演员，且全部都是男演员。所有的道具与服装均从民鸣社搬来，布景也十分简陋，挂衣钩、自鸣钟、新式桌椅等道具甚至是画出来或用纸扎出来的，化妆也只涂脂粉。当时的张石川与郑正秋对摄影机机位变换也不了解，在摆好摄影机后就吩咐演员在镜头前演戏，直到胶片用完镜头也不移动，只有一个远景。有时第一天戏未演完，第二天继续演时演员穿错了服装，导致影片映在银幕上时服装会突然变化。该片最终完成时共4本，可放映40分钟。

## 发行与影响
1913年9月29日，《难夫难妻》与其他五部影片同时在上海“新新舞台”上映。开映前两日，《申报》刊出大幅广告。广告中声称该片为“开演从来未有之中国影戏”、“此中国演剧摄入片中，洵为海上破天荒第一次也”。每张电影票1角，因其通俗之故，非常受欢迎，生意甚好。该片后来还被送到南洋群岛上映，主要面向当地华侨。海外票房成为该片主要收入来源。
该片揭露了包办婚姻给人带来的不幸，抨击了封建礼教与封建婚姻制度，有反封建的进步意义。该片也是第一部由中国人自主拍摄的故事短片。尽管该片拍摄方式原始，演员未经过专业训练，但其在中国电影史上的重要地位不言而喻。1962年出版的《中国电影发展史》称该片为“中国摄制故事片的开端”，确立了其地位。

## 后续
《难夫难妻》拍摄完成后，郑正秋离开了亚细亚公司，继续做新剧，直到1922年才重回电影界，并担任1923年电影《孤儿救祖记》的编剧。而张石川则继续从事电影行业，他与依什尔一起改编中国传统戏剧曲目与民间故事，导演了《活无常》《五福临门》《二百五白相城隍庙》等大量故事片。仅1913年，亚细亚公司生产的电影就多达15部。尽管电影形式借鉴了当时西方的滑稽戏，但惩恶扬善的思想与主题是完全中国化的。
1914年，第一次世界大战爆发，德国的胶片无法进入中国，拍摄计划无法照常进行，亚细亚公司被迫关闭。后来中国开始进口美国胶片。1916年，张石川邀请上海娱乐圈名人管海峰，共同创立了幻仙影片公司。这是中国第一家经济上不受外国人控制、完全由中国人自主兴办的电影公司。幻仙的第一部作品是《黑籍冤魂》，改编自吴趼人的同名小说。该作品曾列入亚细亚公司的拍摄计划中。电影以反鸦片为主题，深受观众欢迎。
《难夫难妻》演员均为男性，女性角色同样由男性扮演。同一年由黎民伟编剧的短故事片《庄子试妻》中，黎民伟妻子严珊珊饰演庄子的丫鬟，这是中国电影史上第一位女演员，该片也是香港第一部电影。1920年，殷明珠出演电影《海誓》，这是中国第一位担任主角的女演员。
《难夫难妻》目前已经散失。